# Shigeru Tsuyuguchi
Shigeru Tsuyuguchi (露口茂, Tsuyuguchi Shigeru) est un acteur japonais, né le 8 avril 1932 à Tokyo. Il est surtout connu pour avoir interprété le rôle principal dans Désir meurtrier et Eijanaika de Shōhei Imamura ainsi que dans la série télévisée policière Taiyō ni hoero!.

## Biographie
Il commence sa carrière d'acteur au théâtre au sein de la compagnie Haiyuza. Tsuyuguchi remporte un White Bronze Award (ja) : le prix du meilleur acteur second rôle pour Yojōhan monogatari: Shōfu Shino et Le Lac des femmes en 1966.
Il devient célèbre avec la série télévisée policière Taiyō ni hoero! en 1972 sur la chaîne Nihon TV. En 1981, il obtient son premier rôle principal de la série télévisée dans Fubo no gosan[pas clair].
Tsuyuguchi annonce sa retraite d’acteur en 2013.

## Filmographie sélective

### Cinéma
- 1959 : Tōbō-sha (逃亡者?) de Takumi Furukawa
- 1963 : La Femme insecte (にっぽん昆虫記, Nippon konchūki?) de Shōhei Imamura : Honda
- 1964 : Désir meurtrier (赤い殺意, Akai satsui?) de Shōhei Imamura : Hiraoko
- 1964 : Kawachi zoro: Kenja shamo (河内ぞろ 喧嘩軍鶏?) de Toshio Masuda
- 1964 : Kunoichi ninpō (くノ一忍法?) de Sadao Nakajima : Sakazaki
- 1964 : Kunoichi keshō (くノ一化粧?) de Sadao Nakajima : Amakusa
- 1965 : Kuroi neko (黒い猫?) de Yūsuke Watanabe : Miki
- 1965 : Kiri no hata (霧の旗?) de Yōji Yamada : Masao Yanagida
- 1966 : Yojōhan monogatari: Shōfu shino (四畳半物語 娼婦しの?) de Masashige Narusawa : Ryūkichi Ōshima
- 1966 : Le Lac des femmes (女のみづうみ, Onna no mizuumi?) de Yoshishige Yoshida : Ginpei Momoi
- 1966 : 'Kūhaku no kiten' yori: Onna wa fukushū suru (「空白の起点」より 女は復讐する?) de Kazuo Hase : Yūichiro Kokaji
- 1967 : Carnets secrets des ninjas (忍者武芸帳, Ninja bugeichō?) de Nagisa Ōshima : Akechi Mitsuhide (Voix)
- 1967 : Mesu ga osu o kuikorosu: Kamakiri (雌が雄を喰い殺す かまきり?) d'Umetsugu Inoue : Mitsuru Yamaoka
- 1967 : Zoku soshiki bōryoku (続・組織暴力?) de Jun'ya Satō : Tazawa
- 1967 : L'Évaporation de l'homme (人間蒸発, Ningen johatsu?) de Shōhei Imamura : lui-même
- 1968 : Burai: Kuro dosu (無頼 黒匕首?) de Keiichi Ozawa : Kunimatsu Takemiya
- 1968 : Sukurappu shūdan (スクラップ集団?) de Tomotaka Tasaka : Case
- 1969 : Daimon: Otoko de shinitai  (代紋 男で死にたい?) d'Akinori Matsuo
- 1969 : Hiken yaburi (秘剣破り?) de Kazuo Ikehiro : Ryuanoshin Nagao
- 1969 : La femme que j'ai abandonnée (私が棄てた女, Watashi ga suteta onna?) de Kirio Urayama
- 1969 : Kantō onna akumyō (関東おんな悪名?) de Kazuo Mori
- 1969 : Yotarō senki (与太郎戦記?) de Tarō Yuge : le soldat Itō
- 1969 : Bakuto mujō (博徒無情?) de Buichi Saitō
- 1970 : Fuji sanchō (富士山頂?) de Tetsutarō Murano
- 1972 : Baby Cart : Le Sabre de la vengeance (子連れ狼 子を貸し腕貸しつかまつる, Kozure Ōkami: Kowokashi udekashi tsukamatsuru?) de Kenji Misumi : Kurando Yagyū
- 1981 : Eijanaika (ええじゃないか?) de Shōhei Imamura : Kinzo
- 1984 : Fireflies in the North (北の螢, Kita no hotaru?) de Hideo Gosha : Oga
- 1988 : Rabu sutori o kimini (ラブ・ストーリーを君に?) de Shin'ichirō Sawai : Shigeki Chiba
- 1990 : Ruten no umi (流転の海?) de Buichi Saitō : Tsutsui
- 1990 : Sayonara konnichiwa (さよなら、こんにちわ?) de Yōichirō Fukuda : Kazuo Nakagawa

### Doublage
- 1995 : Si tu tends l'oreille (耳をすませば, Mimi o sumaseba?) de Yoshifumi Kondō : le Baron Humbert von Gikkingen (Voix)

### Télévision

#### Séries télévisées
- 1966 : Ohanahan
- 1969 : Mito Kōmon : Furukawa Hyōgo
- 1972 - 1986 : Taiyō ni hoero! : Seiichi Yamamura / Yamasan
- 1973 : Kunitori Monogatari : Tsuge Juzo
- 1976 : Kaze to kumo to niji to : Fujiwara no Hidesato
- 1976 - 1979 : Edo no kaze : Shimazu Hanzō
- 1979 : Edo no gekitō : Kemanai Izō
- 1980 : Ashura no gotoku pāto II : Takao Satomi
- 1981 : Fubo no gosan
- 1983 : Ōoku : Tokugawa Ienobu
- 1989 : Onna nezumi kozō : Naito minonokami

#### Téléfilms
- 1986 : Byakkotai : Akizuki Teijirō
- 1987 : Tabaruzaka : Shimazu Hisamitsu
- 1993 : Unmeitōge : Yagyū Munenori
- 1992 - 1994 : Shūchakueki Series de Kazuo Ikehiro : Masanao Ushio

## Récompenses et distinctions
- 1966 : White Bronze Award (ja) du meilleur acteur dans un second rôle pour Yojōhan monogatari: Shōfu shino et Le Lac des femmes